# Горютино (Тверская область)
Горю́тино — деревня в Калининском районе Тверской области. Относится к Аввакумовскому сельскому поселению.
Расположена на реке Орше к северо-востоку от Твери, граничит с посёлком Сахарово.
Население по переписи 2002 — 135 человек, 60 мужчин, 75 женщин.

## История
В Списке населённых мест 1859 года значится владельческая деревня Горютино, 8 вёрст от города, 27 дворов, 271 житель. Во второй половине XIX — начале XX века деревня была в приходе городской Миновикторской церкви и относилась к Беле-Кушальской волости Тверского уезда.
В 1890 году открыто сельское земское училище. В 1915 году пленными австрийцами построено новое школьное здание — дом из красного кирпича.
С 1919 по 1986 год деревня была центром Горютинского сельсовета, с 1935 года в составе Калининского района Калининской области. С 1986 года — в составе Аввакумовского сельсовета, затем сельского округа.
В 1987 году построено современное здание МОУ «Горютинская СОШ».
В 1997 году — 46 хозяйств, 134 жителя.